# Северна Македонија на Светском првенству у атлетици на отвореном 2019.
Македонија је учествовала на 17. Светском првенству у атлетици на отвореном 2019. одржаном у Дохи од 27. септембра до 6. октобра тринаести пут. Репрезентацију Македоније представљао је 1 атлетичар који се такмичио у трци на 400 метара ,.
На овом првенству такмичар Македонија није освојио ниједну медаљу, нити је остварио неки резултат.

## Учесници
Мушкарци:
- Јован Стојоски — 400 м

## Резултати

### Мушкарци
| Атлетичар      | Дисциплина | Лични рекорд | Квалификације | Квалификације | Полуфинале           | Полуфинале           | Финале               | Финале       | Детаљи |
| Атлетичар      | Дисциплина | Лични рекорд | Резултат      | Место         | Резултат             | Место                | Резултат             | Место        | Детаљи |
| -------------- | ---------- | ------------ | ------------- | ------------- | -------------------- | -------------------- | -------------------- | ------------ | ------ |
| Јован Стојоски | 400 м      | 46,92        | 47,92         | 7. у гр. 3    | Није се квалификовао | Није се квалификовао | Није се квалификовао | 38 / 41 (42) |        |